# 함양향교
함양향교(咸陽鄕校)는 대한민국 경상남도 함양군 함양읍 교산리 원교마을 793번지에 있는 향교이다. 1983년 8월 12일 경상남도의 유형문화재 제225호로 지정되었다.

## 개요
세워진 시기는 정확히 알 수 없으나, 고려 말 두문동 72현의 한 사람으로 꼽히는 덕곡 조승숙의 「명륜당기」에 의하면 태조 7년(1398년)에 전국적인 향교 설치령에 따라 세워진 것으로 보인다. 이 후 조선 선조 30년(1597년) 정유재란 때 불에 탄 것을 1603년과 대성전 17평, 양무 22평, 명륜당 26평, 제기고 5평, 전사청 6평, 고직사 5평을 수리하였고, 1610년에 다시 (동서)양재 20평, 태극루 26평, 고직사 13평, 내신문 4평을 수리하였다.
《신증동국여지승람》(新增東國輿地勝覽)에는 함양향교에 대해 "군 북쪽에 있으며 소소당(昭昭堂)이 있다"고 기록되어 있는데, 1895년경 발간된 《영남읍지》(嶺南邑誌)에는 "군의 북쪽 3리에 있으며 소소당이 있었으나 지금은 없다."고 기록되어 있어 조선 후기에는 이미 소소당이 사라진 것으로 보인다.
1919년에 간행된 정여창(鄭汝昌, 1450 ~ 1504)의 문집 《일두유집》(一蠹遺集)에는 조선 중기의 문신 김안국(金安國, 1478 ~ 1543)이 함양향교에 대해 읊은 시 한 수가 실려 있다.
| 함양향교(咸陽鄕校) |                                           |
| 金公治化鄭公鄕     | 김공이 치화를 이룬 곳 정공의 고향         |
| 庠塾薰風盡善良     | 향교의 훈풍이 모두 선량하게 만들었지      |
| 小學工夫須更勉     | 《소학》 공부를 모름지기 다시 힘써야 하니 |
| 兩賢遺範詎宜忘     | 두 분 현인의 규범을 어찌 잊으랴           |

1793년 당시 함양군수 윤광석(尹光碩)은 함양 지역의 유생들이 학업을 진흥시키려 한다는 소식을 듣고 자신의 녹봉을 보태서 학전(學田)을 마련하고 학교마다 서적을 비치하며 집과 방을 수리하여 말끔히 해 놓고 재(齋)의 이름을 흥학재(興學齋)라 하였다.
20세기에 들어와서 전직사, 장경각 등이 신축되었다.

## 주요 건물
현존하는 건물은 출입문인 태극루, 공부하는 곳인 명륜당과 동·서재, 사당인 대성전과 동·서무 등이 있다. 건물 배치는 강학영역인 명륜당이 앞에 오고 제향영역인 대성전이 뒤에 오는 전형적인 전학후묘(前學後廟)의 배치를 하고 있다.
강학영역은 명륜당과 동·서재, 태극루 등 4동의 건물이 마당을 감싸고 있는 형인데 다만, 명륜당이 3단 이상의 축대 위에 구성되어 상부로 갈수록 공간이 다소 산만한 느낌이 든다. 그러나 명륜당과 태극루의 남북축이 정연하고 동·서재가 그 주축을 중심으로 대칭적 구
조를 가져 짜임새 있는 공간을 형성하고 있다. 제향영역은 대성전, 동·서무, 전직사, 제기고, 내삼문 등으로 구성되어 있다. 제향영역은 강학영역에 비해 건물의 수가 많을 뿐더러 대성전과 내삼문의 축이 어긋나 있어 짜임새가 다소 떨어진다고 할 수 있다. 또한 내삼문 좌 · 우로 전직사와 제기고가 서로 다른 간살잡이로 구성되어 대칭적 구조도 벗어나 있는 구조이다. 다만 대성전과 동·서무 만큼은 정연한 대칭 구조를 가지며 모두 전퇴를 두고 있어 제향영역의 엄숙함이 묻어난다.
대성전(大成殿)
대성전은 문묘라고도 불리며 동무(東廡), 서무(西廡)와 함께 유교의 성현을 배향하고 제향하는 석전례를 거행하는 제향 공간의 중심 건물이다.
정면 3칸, 측면 3칸의 익공계 맞배지붕 건물로 전면으로 퇴칸을 꾸며, 제향건물의 성격을 보여준다. 기단은 장대석 외벌대 쌓기를 하였고, 바닥은 전돌을 깔았다. 기단으로 전면으로 1m 정도 시멘트로 포장하고 장대석을 외벌대 두른 2중 기단의 형식이 주목할 만하다. 계단은 각 칸의 전면에 디딤돌 형식의 장대석을 1개씩 두었다. 초석은 모두 자연초석을 사용하였고, 퇴칸에 사용된 초석은 높이가 30cm 내외의 비교적 높은 것을 사용하였다.
기둥은 모두 민흘림 있는 원기둥을 사용하였으며, 기둥 상부에는 1출목 2익공을 두었다. 보머리는 2가지 형식을 두었는데, 어칸 상부 보머리는 운공형으로 초각하였고, 귓기둥 상부 보머리는 직절하는데 그쳤다. 지붕가구는 무고주 5량가이며, 지붕은 맞배로 처리하고 풍판을 두었다. 내부에는 우물마루를 깔고 중앙에 공자의 위패를 봉안하였다. 그 좌·우 전면으로 4성을 봉안하고, 다시 그 뒤에 송조 2현을 좌·우에 각 1위씩 봉안하였다(이 외의 유현은 동·서무에 나누어 봉안하였다). 상부는 연골이 보이는 연등천장이다.
창호구성은 전면 각 칸에 외여닫이 띠살문을 두었다. 처마는 전면에만 부연을 두어 전면의 위계를 강조하였다. 이러한 점은 단청에서도 표현되는데 전면에는 모로단청이며, 배면은 가칠만 한 형식이다.
동·서무(撫)
동·서무는 정면 4칸, 측면 2칸 익공계 맞배지붕 건물이다.
기단은 장대석 외벌대 쌓기를 하였으나, 남측면은 2벌대에 가깝다. 바닥은 시멘트 몰탈로 마감하였고, 계단은 별도로 두지 않고, 동·서무를 잇는 신도가 서로 연결되어 계단을 대신한다. 초석은 자연석 주초를 사용하여 기둥 하부에 그랭이질이 역력하다. 기둥은 툇기둥만 민흘림 있는 원기둥이고, 나머지는 모두 사각기둥으로 처리하였다. 기둥 상부에는 초익공을 두었는데 형식은 연봉초각한 앙서형이다. 보머리는 봉두초각한 형식이다. 지붕 가구는 3량가이며, 전퇴를 두어 대성전과 함께 제향건물임을 시사한다. 내부에는 강회다짐한 바닥이며, 동국 18현을 동·서무에 각 9위씩 나누어 봉안하였다. 천장은 연골이 보이는 연등천장이다.
함양향교의 대성전과 동·서무는 모두 전퇴를 가지지만 퇴의 깊이가 짧아서 건물의 깊이가 적은 편이다. 처마는 전·후면이 모두 홑처마이고 창호 구성은 각 칸에 모두 외여닫이 띠살문을 두었다. 단청은 주요 부재의 끝에 머리초를 베푼 모로단청을 올렸다.
내삼문(內三門)
내삼문은 대성전으로 들어 가는 정문으로, 정면 3칸, 측면 1칸 민도리 맞배지붕 건물이다. 중앙 어칸 지붕이 높은 솟을삼문 형식을 취하고 있다. 기단은 제향영역의 석축에 기대어 구성하여 별도로 두지 않았다.
계단은 전면 3칸을 아우르는 통계단을 두어 신도를 따로 구분하지 않았다. 초석은 사각형을 다듬은 초석을 사용하였는데 모서리를 둥글게 처리하여 원형 초석과도 유사하다. 기둥은 모두 모기둥을 사용하였다. 기둥 상부는 공포를 두지 않은 민도리이며, 보머리는 직절하였다. 가구는 3량가로서 서까래는 맞걸은 간략한 형식이다. 창호 구성은 각 칸에 쌍여닫이 판문을 두었고, 태극무늬를 그렸고, 단청은 가칠만 한 상태이다.
전직사(典直舍)
전직사는 대성전을 관리하는 역직인 전직이 머무르는 공간으로, 정면 3칸, 측면 1칸의 민도리 맞배지붕 건물이다.
기단은 막돌을 일렬로 놓아 마감하였으며 대성전 마당쪽으로 향하고 있다. 실 구성은 동측으로부터 전사실 1칸과 수장고 2칸을 두었다. 초석은 자연초석을 사용하였으나 비교적 사각형에 가까운 것을 선별하였다. 기둥은 모두 원기둥을 사용하였으나 세장하여 튼실한 맛은 없는 편이다. 기둥 상부는 공포를 두지 않은 민도리 건물이며, 보머리는 직절하였다. 가구는 3량가이고, 지붕의 측면에는 풍판을 따로 두지 않은 형식이다. 부재에 석간주 가칠만 하였고, 별도의 단청은 올리지 않은 소박한 건물이다.
명륜당(明倫堂)
정면 5칸, 측면 2칸의 익공계 팔작지붕 건물이다.
기단은 이고석 바른층 쌓기를 하였으며, 기단 아래 축대를 2단 더 두어 전체적으로 3단 형식의 기단을 두었다. 계단은 어칸 전면에 삼중계(三重階) 형식으로 1개 두었다. 초석은 모두 자연초석을 사용하였고, 기둥은 민흘림 있는 원기둥을 두었다. 기둥 상부의 공포는 초익공으로 꾸몄고, 보머리는 직절 후 봉두 초각한 것을 덧붙였다. 초익공의 형식은 주로 쇠서의 끝이 전면으로 뻗어 나간 것을 두었으나, 귀기둥의 상부와 배면의 것은 물익공 또는 운공형으로 초각한 형식이다.
지붕가구는 무고주 5량가이며, 처마는 전·후면 모두 홑처마로 구성하였다. 내부 대청은 우물마루를 깔고 상부는 연골이 보이는 연등천장으로 마감하였다. 동실의 전면과 측면에 쪽마루를 두고 난간을 두른 것과 서실의 앞면에 쪽마루를 둔 것은 특이한 점이다. 앞면 창호 구성은 좌·우 온돌방은 쌍여닫이 띠살문을 달았고, 중앙 3칸 대청의 전면에는 3분합 띠살문을 달아 폐쇄형으로 구성하였다. 이러한 폐쇄형 입면구성은 경남지역 향교에서 흔히 나타나는 형식이다.
단청은 주요부재의 끝에 머리초를 베푼 모로단청을 올렸다.
동·서재(齋)
동·서재는 정면 3칸, 측면 2칸의 익공계 맞배지붕의 전면으로 퇴칸을 둔 전퇴건물이다. 기단은 장대석 외벌대를 둘렀고, 바닥은 시멘트 몰탈로 마감하였다. 계단은 별도로 두지 않았으며, 초석은 자연석 가공하지 않은 자연초석을 두었다. 기둥은 툇기둥만 원기둥을 두었고, 나머지는 모두 모기둥을 사용하였다. 기둥 상부에는 물익공을 두었으며, 보머리는 직절하였다.
가구는 3량가의 소박한 건물로써 풍판은 따로 두지 않았다. 각 칸의 전면에 외여닫이 띠살문을 두었으며, 내부에는 별도의 마루를 설치하지 않았고, 다만 전면의 툇마루가 마루방의 기능을 대신한다. 이외의 창호 구성으로 동재의 어칸 배면에 쌍여닫이 정자살창을 두었고, 서재의 남측면과 어칸 배면에 쌍여닫이 정자살창을 각 1개씩 두었다. 전·후면 모두 홑처마이며, 단청은 가칠 후 부재의 끝에 띠를 두른 긋기단청을 하였다.
태극루(太極樓)
태극루는 함양향교의 정문(대문)으로, 정면 3칸, 측면 2칸의 익공계 팔작지붕 문루형식의 건물이다.
기단은 사고석 쌓기를 하였고, 바닥은 시멘트 몰탈로 마감하였다. 계단은 각 칸의 전면에 1개씩 두어 신도를 따로 구분하였다. 초석은 모두 자연초석을 사용하였으나, 대부분 사각형에 가까운 것을 선별하였다. 기둥 상부의 공포는 초익공 형식에 보머리는 봉두초각한 것을 덧붙인 형식이다. 공포의 구성에서 특이한 점은 2익공 형식이지만 수서와 앙서를 하나의 익공에 구성하였다는 것이다.
기둥은 모두 민흘림 있는 원기둥을 사용하였다. 지붕가구는 5량구이고, 선자연 뒷부리에 눈썹천장을 두었으며, 나머지는 연골이 보이는 연등천장으로 구성하였다.
누 하부의 각 칸에는 쌍여닫이 판문을 두었고, 태극무늬도 그려 넣었다. 또 하나 특이한 것은 안의향교와 마찬가지로 누상부에 북을 두었다는 점이다.
단청은 가칠만 하고 별도의 단청은 베풀지 않았다.
태극루의 현판은 조선 고종 18년(1881년) 진사 박문회가 쓴 것으로 알려져 있다.
고직사(庫直舍)
고직사는 향교에서 일하는 사람들을 위한 살림집이다.
고직사의 건물배치는 각 동이 남측을 향해 있고, 주축을 구성하며 일렬로 배치되어 있는데 이는 경남지역 상류주거 구성에서 일반적으로 나타나는 배치구성과 비슷하다.
명륜당 동측 아래 고직사 건물은 정면 3칸, 측면 1칸의 민도리 맞배지붕 건물이다. 기단은 막돌 허튼층 쌓기를 하였고, 방 1칸, 마루 1칸, 부엌 1칸으로 구성한 소박한 건물이다. 좌·우에 풍판도 설치하지 않았다. 명륜당 동측 위 고직사 건물은 정면 2칸, 측면 1칸의 민도리 맞배지붕 건물인데, 부엌 1칸과 방 1칸으로 이루어진 가장 기본적인 형식을 가지고 있다.
1990년대 초반까지만 하더라도 문간채를 제외하고 3동의 건물로 구성되어 있었으나 현재는 동재 동측에 있었던 건물은 소실되고 없으며, 명륜당 동측의 2개 동만 남아있다.
이밖에 고직사에 포함된 건물로는 동재 동측 아래에 위치한 정면 3칸의 문간채가 있다.